# Thom Hoffman
Thom Hoffman, pseudoniem van Thomas Antonius Cornelius Ancion (Wassenaar, 3 maart 1957), is een Nederlands geschiedschrijver, acteur en fotograaf.

## Acteur

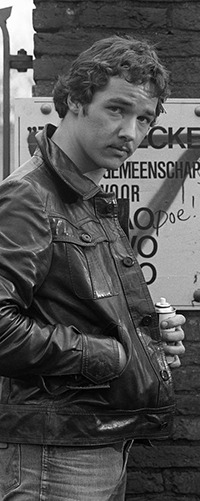
Thom Hoffman in De Lemmings in 1980

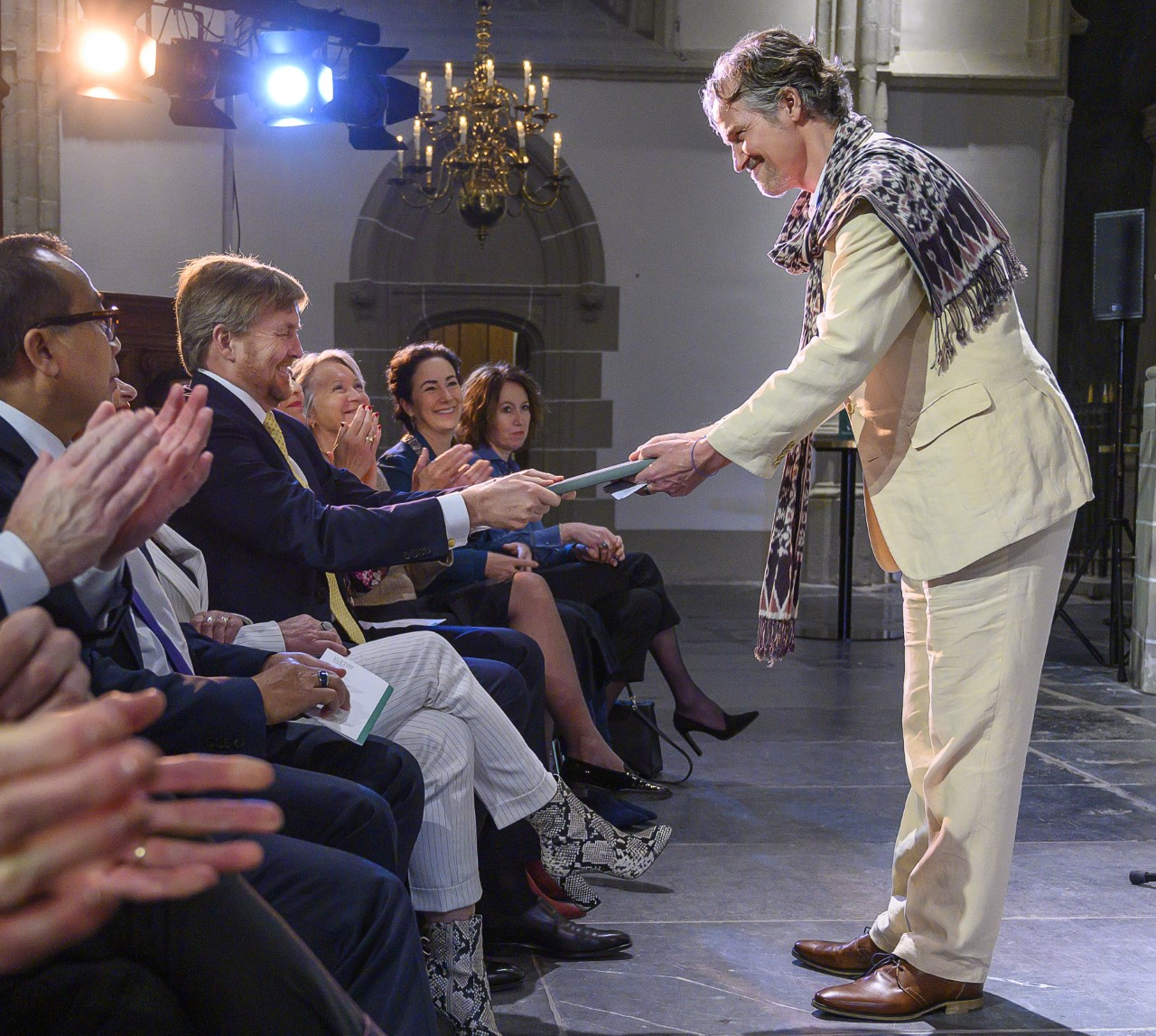
Hoffman tijdens de opening van Multatuli jubileumjaar (17 februari 2020). Foto gemaakt door Evert Elzinga in De Nieuwe Kerk.

Hoffman debuteerde als acteur in 1980 in de film De Lemmings.
In 1982 speelde hij onder zijn echte naam Thom Ancion in Luger, de eerste lange film van regisseur Theo van Gogh. Hij speelde in deze controversiële film de hoofdrol van fascistische psychopaat. Hoffman zat met Theo van Gogh op school en schreef ook mee aan het scenario van de film. De film kreeg een eervolle vermelding bij de uitreiking van de Gouden Kalveren in 1981.
De echte doorbraak beleefde Thom Hoffman twee jaar later met de film De Vierde Man van Paul Verhoeven. In 1989 speelde hij de hoofdrol in de onverfilmbaar geachte De avonden. Voor deze rol van Frits van Egters ontving hij in 1990 een Gouden Kalf.
Hoffman heeft geen toneelopleiding gedaan en ziet in zichzelf meer een harde werker dan een goed acteur. Hij staat bekend als acteur van serieuze rollen, meestal van gecompliceerde karakters. Een bekende uitspraak van hem is: Ik heb een donkere kijk op menselijke drijfveren. Hoffman heeft naast grote speelfilms en series ook gespeeld in experimentele en minder commerciële films. Hij speelde onder meer de hoofdrol in Ian Kerkhofs kunstzinnige film Shabondama Elegy, met expliciet pornografische scènes.
Van 2000 tot 2004 vertolkte Hoffman de rol van Paul de Vos in de politieserie Russen samen met Marjolein Keuning, Hans Dagelet en Mattijn Hartemink. In 2005 vertolkte Hoffman als theateracteur de hoofdrol in een toneelversie van Max Havelaar. In het seizoen 2006–2007 speelde hij de rol van Henry Higgins in de musical My Fair Lady. Voor deze laatste rol werd hij genomineerd voor beste mannelijke hoofdrol tijdens de jaarlijkse Musical Awards. In 2009 trad hij op als Billy Flynn in de nieuwe musicalproductie van Chicago. In 2010 trad hij op in de musical Je Anne, over Anne Frank. In 2011 speelde hij in de musical Zorro de rol van de verteller en Don Alejandro, de vader van Zorro. Hij verliet voortijdig om zich te richten op de miniserie over Freddy Heineken.
Van 2012 tot en met 2017 nam Hoffman de (hoofd)rol van dokter Martinus Elsenbosch op zich in de populaire SBS-serie Dokter Tinus. Hij wint in 2016 de (allereerste) Zilveren Televizier-Ster voor beste acteur voor deze rol. De prijs werd uitgereikt door Famke Jansen in oktober 2016. Een jaar later werd hij wederom genomineerd, ook voor de rol van Dokter Tinus.
Hij speelt in 2012 in het toneelstuk ‘De Kleine Zielen’, een toneelstuk naar de beroemde boeken van Couperus. In 2014 volgde het toneelstuk ‘Moesson’, over Nederlands-Indië en geschreven door Eric Schneider.
In 2013 speelt hij de rol van Sean Singleton (de eigenaar Amerikaanse militaire huurlingen organisatie) in de Franse speelfilm La Marque des Anges – Miserere, door Sylvain White. Het is een verfilming van de Franse detective-roman ‘Miserere’.
Zowel in 2016 als in 2017 is hij verteller op het Storioni Festival. In 2016 in de voorstelling ‘L'Histoire du Soldat’ van Strawinski en in 2017 in de voorstelling ‘Fabel’ van Gabunia.
In 2020 speelde in hij mee in de internationale animatiefilm Ainbo, een film van Richard Klaus en Jose Zelada /Katuni Productions. Hij speelde hierin de rol van Philip Dewitt, een Europese explorer in het Amazone-gebied. Ook werkte hij mee aan de ‘Emperor’, een speelfilm van Lee Tamahori. De film gaat over Europa ten tijde van Karel V en Luther. Hij speelt hier de rol van Papal Nuncio. Tevens werd bekend dat hij in het najaar van 2020 te zien is in deel 3 van televisieserie Klem. Hij was aanwezig in de Nieuwe Kerk toen daar de opening plaatsvond van het Multatuli-jubileumjaar, viering van Multatuli's 200e geboortedag, in aanwezigheid Koning Willem Alexander. Hij speelde hierin een monoloog met de eindpassages van Multatuli's Max Havelaar.
Samen met Saskia Temmink en het Storioni Trio vertelt hij in de concertreeks Vleugels het verhaal van Clara en Robert Schumann. In november 2023 ging de voorstelling 'Beethoven wie ben je?' in première, waarin Hoffman, samen met Storioni Trio, vertelt over het leven van Beethoven.
Ook speelde hij op het 54e internationale Chamber Music Festival in Kuhmo, Finland. Hier werden drie verschillende voorstellingen opgevoerd, onder andere samen met de bekende Finse zangeres en actrice Maria Ylipää en een Engelse bewerking van de roman 'Dit zijn de namen' van schrijver Tommy Wieringa.

## Fotograaf
Sinds 1991 heeft hij zich ook op de kunstvorm van de fotografie toegelegd. Zijn eerste fotoseries schoot hij voor de Nieuwe Revu over de filmstudio's van Bollywood. Daarnaast fotografeerde hij voor NRC Handelsblad een reeks schrijvers. Voor het Museum Volkenkunde in Leiden maakt hij elk jaar een reisreportage. Hij fotografeerde oorlogskinderen in voormalig Joegoslavië en in Nepal voor War Child. Hij gebruikt Rolleiflex-apparatuur.
In 2020 is hij jurylid tijdens de selectiebijeenkomst van het project ‘De Tweede Wereldoorlog in 100 foto’s’. Dit project is een landelijke zoektocht naar foto's die de Tweede Wereldoorlog visualiseren.

## Gasthoogleraar/Cultural Professor
Vanaf maart 2009 was Hoffman voor een half jaar gasthoogleraar aan de Universiteit van Tilburg. Hij bekleedde dat jaar de Leonardoleerstoel. Hoffman gaf masterclasses over het Nederlands-Indië ten tijde van Multatuli onder de titel Point of View: Eduard Douwes Dekker. Tevens gaf hij op 10 september 2009 de Leonardolezing.
Van september tot november 2015 was hij Cultural Professor aan de Technische Universiteit Delft. Met een groep van enkele tientallen studenten deed Hoffman onderzoek onder de titel ‘Kromo Blanda – perspectieven op Nederlands-Indië’, met als doel te komen tot een website en beeldbank Nederlands-Indië. Uitgangspunt hierbij was de geschiedenis van Nederlands-Indië, en de rol van de 19e- en 20e-eeuwse fotografie in het koloniale denken en handelen.
Op 24 maart 2019 gaf Hoffman samen met NIOD-historicus René Kok een lezing: ‘films over de Jodenvervolging’. Deze lezing was in samenwerking met het Joods Herinneringscentrum. In de lezing werd ingegaan op de beeldvorming van de Holocaust door films die over de Tweede Wereldoorlog gemaakt zijn.
In 2018-2019 neemt hij deel aan 'De Indië Monologen', een theateravond over de geschiedenis van Nederland-Indië. Hoffman was hier uitgenodigd vanwege zijn kennis over en betrokkenheid bij deze geschiedenis.
In 2019 is hij gastconservator in het wereldmuseum. De tentoonstelling heet ‘Dossier Indië’ en wordt geopend op 1 oktober van dat jaar door de minister van OCW, Ingrid van Engelshoven. Er worden foto's, films en persoonlijke verhalen tentoongesteld van het koloniale verleden van Nederlands-Indië.

## Auteur
In 2020 wint Hoffman met zijn boek Een verborgen geschiedenis. Anders kijken naar Nederlands-Indië de VGN-prijs Beste Geschiedenisboek 2020. In het boek worden foto's getoond uit Nederlands-Indië. De foto's tonen de gevolgen van de kolonisatie voor de Indonesiërs. Het congres waarop de prijsuitreiking zou plaatsvinden kon door de coronaciris niet doorgaan. Hoffman won een oorkonde met geldbedrag.
In oktober 2022 kwam zijn boek Indië, Betovering en desillusie uit. In dit boek wordt de geschiedenis van de archipel beschreven tussen 1602 (ten tijde van de VOC) en de Soevereiniteitsoverdracht in 1949 beschreven. Voor het schrijven van dit boek gebruikte Hoffman veel geschreven bronnen zoals van de VOC-geschiedschrijver dominee François Valentijn en de Indonesische auteur Raden Adjeng Kartini. Het boek stond vanaf 19 november 2022 in de Scheltema boeken top 10 van Het Parool voor non-fictie boeken. De hoogste positie bereikte het boek een week later, het stond toen op de derde positie.

## Personalia
Hoffman is een zoon van hockeyer Jules Ancion. Hij trouwde op 30 juli 2005 met actrice Giam Kwee. Met Kwee speelde Thom Hoffman in de jaren daarvoor in de serie Russen. Hij is vader van een zoon. In april 2016 werd Thom Hoffman benoemd tot Ridder in de Orde van de Nederlandse Leeuw. Hij kreeg deze onderscheiding voor o.a. zijn werk voor Warchild, Stichting Julius Leeft!, zijn gasthoogleraarschap aan de Universiteit Tilburg en zijn werk als Cultural Professor aan de TU Delft.

## Trivia
- Hoffman leerde Italiaans voor zijn hoofdrol in 45 Parallelo uit 1986.
- Theo van Gogh stuurde Hoffman een emmer met 5.000 gulden aan klein muntgeld vermengd met urine, fecaliën, lijm en snot met het briefje "Beste Thom, omdat je zo'n krentekakker bent heb je hier wat om te tellen".[28] De emmer ging ongeopend retour. Het voorval vond plaats na het maken van de film Luger. Theo van Gogh was hem nog geld schuldig. Na uitspraak van de Amsterdamse rechtbank betaalde Van Gogh het bedrag uiteindelijk aan Hoffman.[29]
- In de film Shabondama Elegy heeft Thom Hoffman daadwerkelijk seks voor de camera met actrice Hoshino Mai.[30]
- Hoffman vertelde in een interview met Filmvalley dat hij was afgewezen voor een rol in de James Bondfilm Quantum of Solace. Die rol ging naar Mathieu Amalric.

## Filmografie
| - De Lemmings (1980-1981) – Werkende jongere - Luger (1982) – Chris Luger - Sprong naar de liefde (1982) – Freddy - Armoede (televisieserie) – Directeur kostschool (1982) - Transport (televisieserie) – Henk (1983) - De vierde man (1983) – Herman - De witte waan (1984) – Lazlo - Pervola, sporen in de sneeuw (1985) – Ron - Het gezin van Paemel (1986) – Mijnheer Maurice - 45th Parallel (45 Parallelo) (1986) – Tom - Het wassende water (miniserie, 1986) – Gieljan Beijen - Als in een roes... (1986) – Diederik van Avezaat - Odyssée d'amour (1987) – Bart Huisman - Zoeken naar Eileen (1987) – Philip de Wit - De rivier waarin ik zwom (televisieserie) – Rol onbekend (1988) - Shadowman (1988) – Fuchs - Rust roest (televisieserie) – Journalist (Episode 1.7, 1989) - Force majeure (1989) – Hans - Rituelen (1989) – Philip Taads - Ongedaan gedaan (1989) – Anton - De kassière (1989) – Arend - De avonden (1989) – Frits van Egters - Dilemma (1990) – Jef Mees - Viaduc (1991) – soldaat - Eline Vere (1991) – Vincent Vere - De provincie (1991) – Frank - Orlando (1992) – Koning Willem van Oranje - De bunker (1992) – Gerrit Kleinveld - Rooksporen (1992) – Rol onbekend - Hoffman's Honger (1993) – Rol onbekend - Vals licht (1993) – Wesley - Wildgroei (1994) – Emile Lombardo - Wolffs Revier (televisieserie) – Ralf (afl., Silke, 16, 1995) - Mykosch (1995) – Jean - In naam der Koningin (televisieserie) – Frederik Moree (1996) - The Cold Light of Day (1996) – Alexi Berka - Naar de klote! (1996) – DJ Cowboy - Solomon (televisiefilm, 1997) – Generaal Brealah - Regrets (1998) – Rol onbekend - De panter en de pissebed (televisiefilm, 1998) – Rol onbekend - Sentimental Education (1998) – Rol onbekend - Het glinsterend pantser (televisiefilm, 1998) – Victor Slingeland - Retour Den Haag (televisiefilm, 1999) – Ernst Hirsch Ballin - Molokai: The Story of Father Damien (1999) – Dr. William Saxe - Shabondama Elegy (1999) – Jack - Unter den Palmen (1999) – Thomas | - De omweg (2000) – Camille Kleber - Le birdwatcher (2000) – Charles Williamsen - Soul Assassin (2001) – Willem - Russen (televisieserie) – Paul de Vos (2000–2004) - Bella Bettien (2002) – Frans van Rijn - Het everzwijn (2002) – Jim - Dogville (2003) – Gangster - Klem in de draaideur (2003) – Arthur Docters van Leeuwen - Rozengeur & Wodka Lime (9 afl., 2004) – Menno Bronks - De Kroon (miniserie, 2004) – Professor Baud - Birth of the Western, Holland 1903 (2004) – Jake - IC (televisieserie) – Robert Box (afl. Total Loss, 2006) - Baantjer (televisieserie) – Dr. Ties Koningsveld (afl. De Cock en de afrekening – Deel 1 & 2, 2006) - Zwartboek (2006) – Hans Akkermans - Practical Pistol Shooting (televisiefilm, 2006) – Koltès - Boks (televisieserie) – Tom Bias (afl. Wie van de drie, 2006) - De co-assistent (televisieserie) – Dr. Verstraete (2007–2010) - Kung Fu Panda (animatiefilm) – Crane (stem, 2008) - Carmen van het Noorden (2009) – Simon - Nightclubbing (2009) – rol onbekend - De eetclub (2010) – Simon Vogel - Kom niet aan mijn kinderen (2010) – Wouter Simons - Kung Fu Panda 2 (animatiefilm) – Crane (stem, 2011) - Shock Head Soul (2011) – Dr. Flechsig - De Overloper (2012) – Mario Keizer (De overloper is een onderdeel van de serie Flikken Maastricht) - Beatrix, Oranje onder vuur (televisieserie, 2012) – Bernhard van Lippe-Biesterfeld - Dokter Tinus (televisieserie, 2012–2017) – Dr. Martinus Elsenbosch - Sinterklaasjournaal – Meneer Netszowicz (3 afleveringen, 2012) - Freddy, leven in de brouwerij (2013) – Freddy Heineken - La Marque des Anges – miserere (2013) – Sean Singleton - Perjalanan, de reis (2014) – Dhr. De Ruiter - Agent 327: Operation Barbershop (2017) - Eden (televisieserie, 2019) – Michael Raksen - Ainbo: Spirit of the Amazon (internationale animatiefilm, 2020) – Philip Dewitt - Emperor (speelfilm, 2020) – Papal Nuncio - Klem (televisieserie, seizoen 3, 2020) – Maurice Samuels - Detective Van der Valk (televisieserie, seizoen 2, episode 2, 2021) – Jacob Prins - Zwanger & Co (film, 2022) – Piet - The Wild Robot (animatiefilm) – Longneck (stem, 2024) |

- Biblioteca Nacional de España: XX1800224
- Bibliothèque nationale de France: cb135323560 (data)
- Gemeinsame Normdatei: 136073980
- International Standard Name Identifier: 0000 0001 1440 6368
- Library of Congress Control Number: n98059462
- MusicBrainz: dcd1b301-3701-4e2d-9327-5c1c975096ae
- Nationale Bibliotheek van Tsjechië: xx0161477
- Nationale Bibliotheek van Israël: 987007318126405171
- Nederlandse Thesaurus van Auteursnamen: 074727702
- PIC: 389128
- RKD-Nederlands Instituut voor Kunstgeschiedenis: 95320
- Système universitaire de documentation: 050491709
- Virtual International Authority File: 29734290
- WorldCat: E39PBJwxPP6TjHhxPrjFqWxVYP